# Ferdinand Praeger
Ferdinand Praeger   (Leipzig, 22 de gener de 1815 - Londres, 1 de setembre de 1891) va ser compositor, professor de música, pianista i escriptor. Actualment, és més conegut per la seva controvertida biografia de Richard Wagner, Wagner As I Knew Him, publicada el 1892 després de la mort de Praeger.
Fill d'Heinrich Aloys. De primer es dedicà al violoncel i després al piano. S'establí a la Haia, on fou professor de música, i el 1834 es traslladà a Londres. Entusiasta de Wagner, contribuí a que aquest fos cridat el 1855 a aquella capital per a dirigir els concerts filharmònics.
Se li deuen:
- Abellino, obertura;
- el preludi simfònic Manfred;
- un poema simfònic titulat Life and Love, battle and victory (1885);
- una col·lecció de peces per a piano publicades amb el títol Praeger-Album, un trío, etc.